# 진종길
진종길(1981년 9월 23일 ~ )은 대한민국의 전 야구 선수다. 현재 NC 다이노스의 수비코치를 맡고 있다.

## 출신 학교
- 성북초등학교 (부산)
- 부산동성중학교
- 동래고등학교
- 부산고등학교
- 동의대학교

## 등번호
- 56 (2004)
- 85 (2014)
- 97 (2015-2017)
- 75 (2018-)